# Суваняк
Суваняк (Малый Суваняк) — река в России, протекает по Башкортостану. Устье реки находится в 28 км по левому берегу реки Узян. Длина реки составляет 47 км, площадь водосборного бассейна 286 км².

## Данные водного реестра
По данным государственного водного реестра России относится к Камскому бассейновому округу, водохозяйственный участок реки — Белая от водомерного поста Арский Камень до Юмагузинского гидроузла, речной подбассейн реки — Белая. Речной бассейн реки — Кама.
Код объекта в государственном водном реестре — 10010200212111100017393.